# Liste der Biografien/Goll
Liste der Biografien |
Portal Biografien |
Personensuche
# |
A |
B |
C |
D |
E |
F |
G |
H |
I |
J |
K |
L |
M |
N |
O |
P |
Q |
R |
S |
T |
U |
V |
W |
X |
Y |
Z |
?
 
Ga |
Gb |
Gc |
Gd |
Ge |
Gf |
Gh |
Gi |
Gj |
Gk |
Gl |
Gm |
Gn |
Go |
Gp |
Gq |
Gr |
Gs |
Gu |
Gv |
Gw |
Gy |
Gz
 
Goa |
Gob |
Goc |
God |
Goe |
Gof |
Gog |
Goh |
Goi |
Goj |
Gok |
Gol |
Gom |
Gon |
Goo |
Gop |
Gor |
Gos |
Got |
Gou |
Gov |
Gow |
Goy |
Goz
 
Gola |
Golb |
Golc |
Gold |
Gole |
Golf |
Golg |
Goli |
Golj |
Golk |
Goll |
Golm |
Goln |
Golo |
Golp |
Gols |
Golt |
Golu |
Golv |
Goly |
Golz
Die Liste der Biografien führt alle Personen auf, die in der deutschsprachigen Wikipedia einen Artikel haben. Dieses ist eine Teilliste mit 194 Einträgen von Personen, deren Namen mit den Buchstaben „Goll“ beginnt.

## Goll
- Goll, Christine (* 1956), Schweizer Politikerin (SP)
- Goll, Christoph Ludwig (1824–1897), deutscher Orgelbauer
- Goll, Claire († 1977), deutsch-französische Journalistin und SchriftstellerinClaire Goll († 1977)

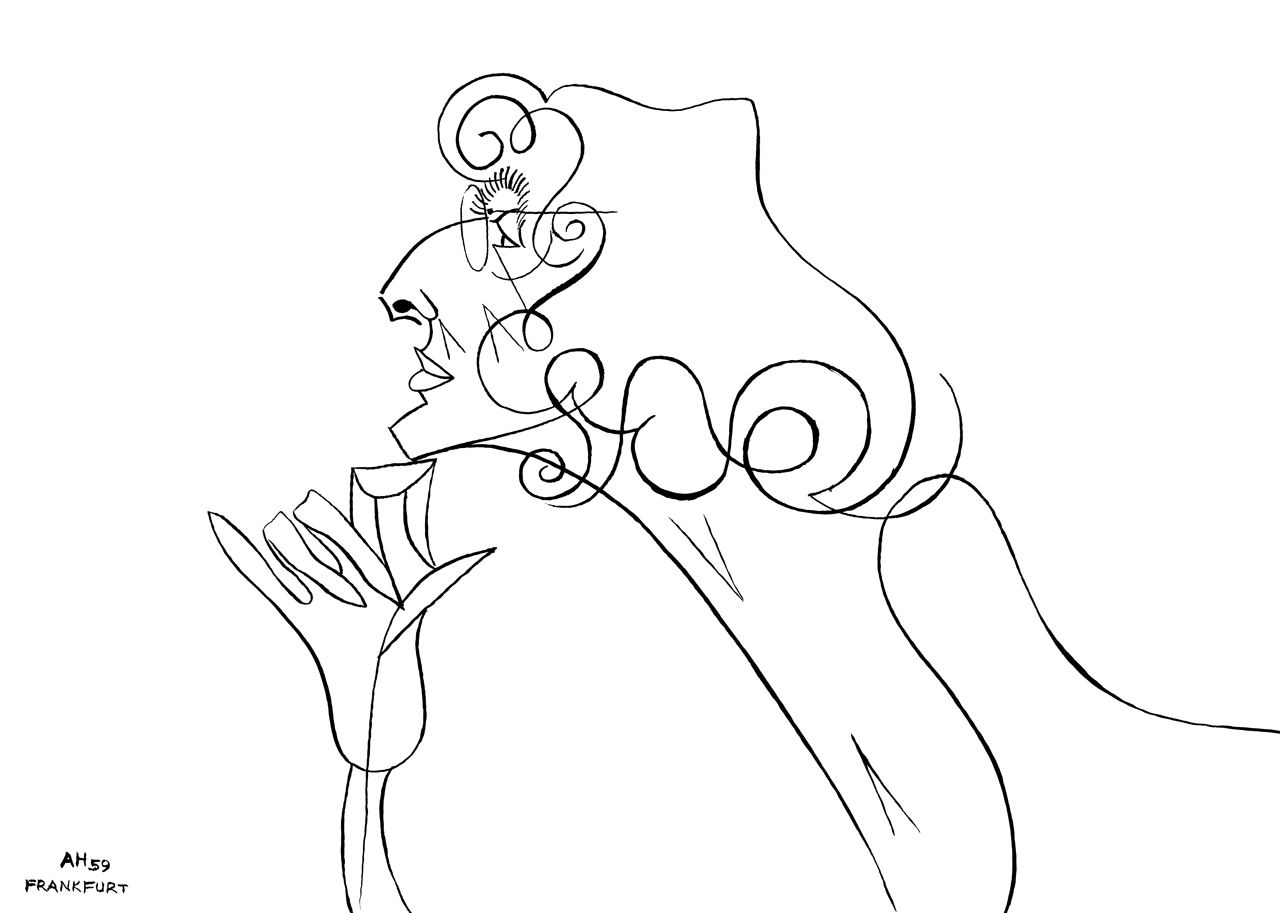
Claire Goll († 1977)

- Goll, Edward (1884–1949), deutschböhmischer britisch-australischer Musiker
- Goll, Emil (1865–1939), deutscher Politiker (DFP, DDP, DStP), MdL
- Goll, Ernst (1887–1912), österreichischer Dichter
- Goll, Eugen (1893–1958), Schweizer Maler
- Goll, Friedrich (1829–1903), Schweizer Arzt, Pharmakologe und Neurohistologe
- Goll, Friedrich (1839–1911), deutsch-schweizerischer Orgelbauer
- Goll, Friedrich (* 1955), deutscher Fußballspieler
- Goll, Gerhard (* 1942), deutscher Jurist, Politiker (CDU) und Wirtschaftsmanager
- Goll, Gustav Theodor (1822–1879), württembergischer Oberamtmann
- Goll, Harald H. (* 1957), deutscher Sonderpädagoge
- Göll, Heinrich (1796–1879), deutscher Lehrer und Politiker, MdL
- Goll, Heinz (1934–1999), österreichischer Maler, Grafiker und Bildhauer
- Goll, Heinz (* 1938), deutscher Politiker (SPD), MdL
- Goll, Heinz-Joachim (* 1955), deutscher Fußballspieler
- Goll, Jakob (* 1992), deutscher Eishockeytorwart
- Goll, Jaroslav (1846–1929), tschechischer Historiker
- Goll, Jo (* 1966), deutscher InvestigativjournalistJo Goll (* 1966)

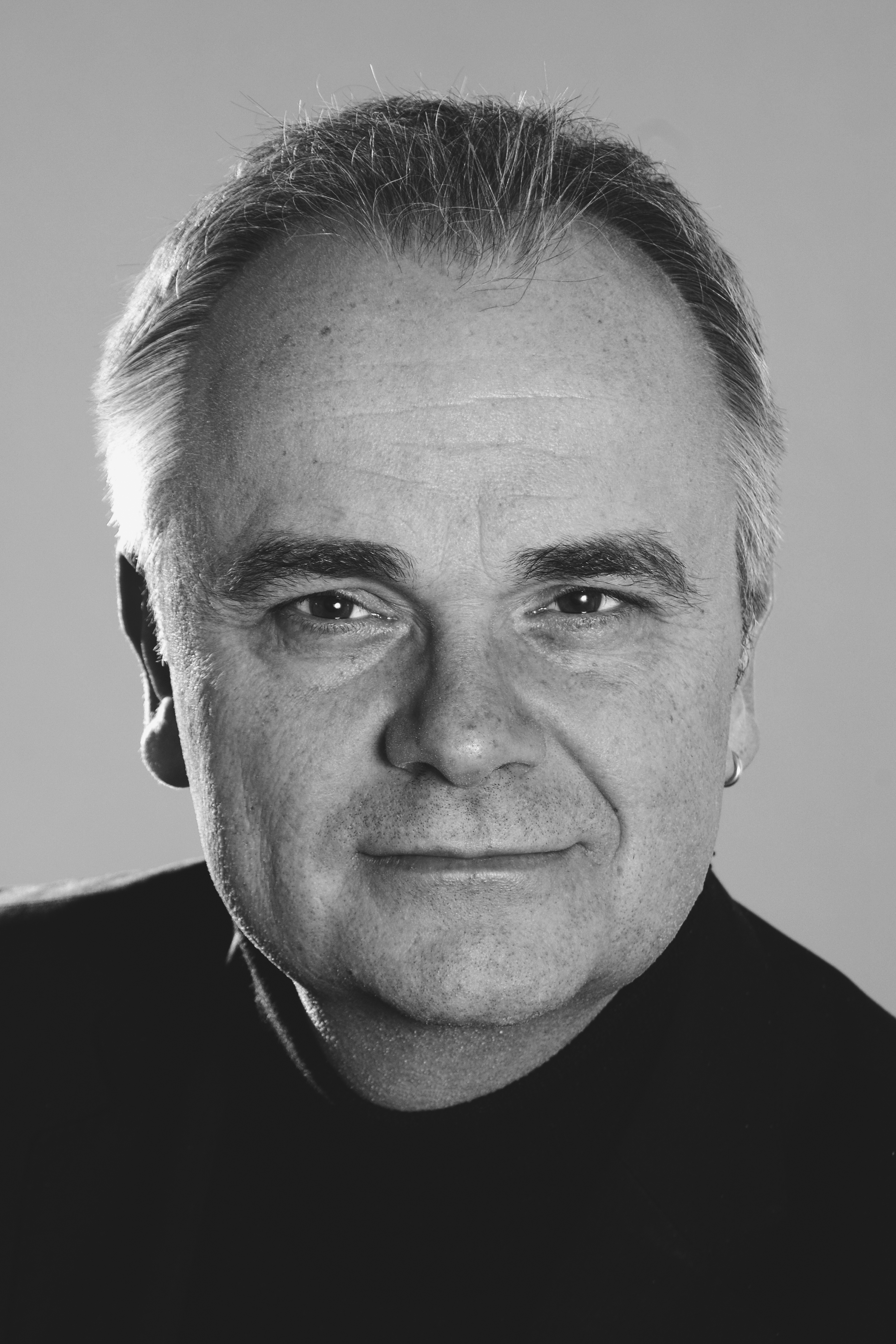
Jo Goll (* 1966)

- Goll, Joachim (1925–2016), deutscher Hör- und Fernsehspielautor
- Goll, Johann Andreas (1751–1823), deutscher Orgelbauer
- Goll, Josef (1864–1924), österreichischer Politiker (DnP), Abgeordneter zum Nationalrat
- Goll, Julia (* 1964), deutsche Juristin und Politikerin (FDP), MdL
- Goll, Karl (1870–1951), deutscher Kunstmaler
- Goll, Klaus Rainer (* 1945), deutscher Lehrer und Schriftsteller, Lyriker
- Goll, Ludwig Friedrich (1785–1853), deutscher Orgelbauer
- Göll, Margaretha (1576–1640), Äbtissin von Lichtenthal
- Göll, Margit (* 1964), österreichische Politikerin (ÖVP)
- Goll, Monika (1942–2025), deutsche Schauspielerin
- Goll, Predrag (1931–2016), jugoslawischer bzw. kroatischer Maler
- Goll, Thomas (* 1963), deutscher Politikwissenschaftler und Fachdidaktiker
- Goll, Ulrich (* 1950), deutscher Politiker (FDP/DVP), MdL, Justizminister von Baden-Württemberg
- Goll, Yvan (1891–1950), deutsch-französischer Schriftsteller

### Golla
- Golla, Eberhard (1927–2004), deutscher Brigadegeneral der Bundeswehr
- Golla, Johannes (* 1997), deutscher HandballspielerJohannes Golla (* 1997)

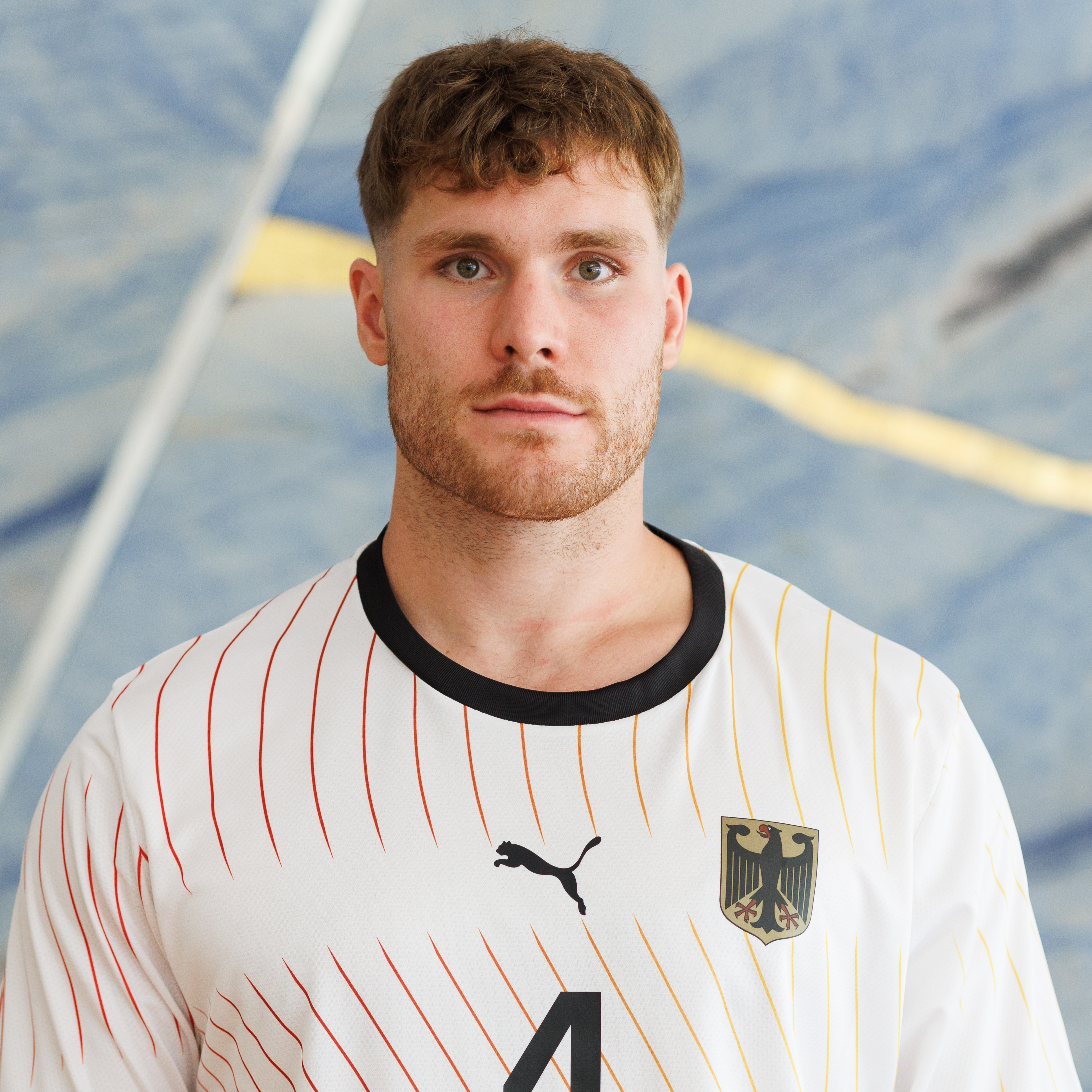
Johannes Golla (* 1997)

- Golla, Paulina (* 2000), deutsche Handballspielerin
- Golla, Rajmund, deutsch-polnischer Handballspieler
- Golla, Stefanie (* 1985), deutsche Volleyballspielerin
- Golla, Wojciech (* 1992), polnischer Fußballspieler
- Gollackner, Lilly (* 1978), österreichische Autorin und Entwicklerin von Fernsehformaten
- Golladay, Edward Isaac (1830–1897), US-amerikanischer Politiker
- Golladay, Jacob (1819–1887), US-amerikanischer Politiker
- Golladay, Kenny (* 1993), US-amerikanischer American-Football-Spieler
- Gollan, Brady (* 1965), kanadischer Snookerspieler
- Gollan, John (1911–1977), britischer kommunistischer Politiker
- Gollan, Spencer (1860–1934), neuseeländischer Sportler und Rennpferdbesitzer
- Gollan, Tina (* 1984), deutsche Volleyballspielerin
- Gollancz, Hermann (1852–1930), britischer Rabbiner und Hebraist
- Gollancz, Israel (1864–1930), britischer Anglist und Literaturwissenschaftler
- Gollancz, Victor (1893–1967), britischer Verleger und Friedensaktivist
- Golland, Gregor (* 1974), deutscher Politiker (CDU), MdLGregor Golland (* 1974)

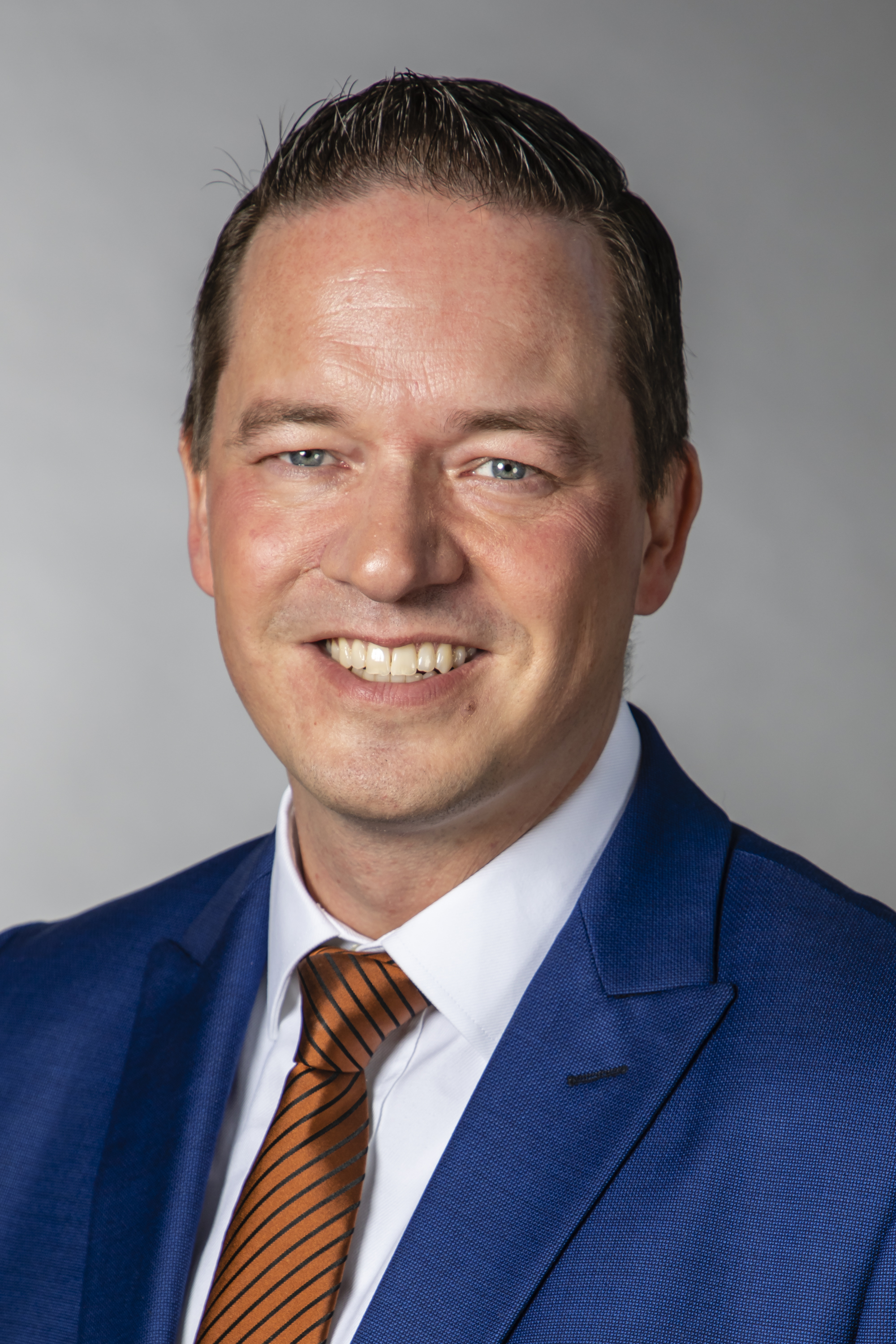
Gregor Golland (* 1974)

- Gollasch, Günter (1923–2011), deutscher Klarinettist und Bandleader
- Gollasch, Jörg (* 1967), deutscher Theater-, Hörspiel- und Filmkomponist
- Gollasch, Lina (1853–1894), deutsche Kindergärtnerin, Lehrerin und Fröbelpädagogin
- Gollasch, Stefanie (* 1966), deutsche Journalistin

### Golld
- Golldack-Brockhausen, Dortje (* 1968), deutsche Biologin und Botanikerin

### Golle
- Golle, Hermann (* 1934), deutscher Ingenieur und Erfinder
- Golle, Jürgen (* 1942), deutscher Komponist und Hochschullehrer
- Golle, Richard (* 1895), deutscher Radrennfahrer
- Golledge, Reginald (1937–2009), australisch-US-amerikanischer Geograph
- Gollek, Dieter (1932–2018), deutscher Diplom-Kaufmann und Druckereileiter
- Gollenesse, Julius Valentin van (1691–1755), Generalgouverneur von Ceylon
- Göller, Adolf (1846–1902), deutscher Architekt und Hochschullehrer
- Goller, Anja (* 1978), deutsche alt-katholische Geistliche, Generalvikarin
- Goller, Antonín (1833–1880), tschechischer Architekt
- Goller, Benjamin (* 1999), deutscher FußballspielerBenjamin Goller (* 1999)

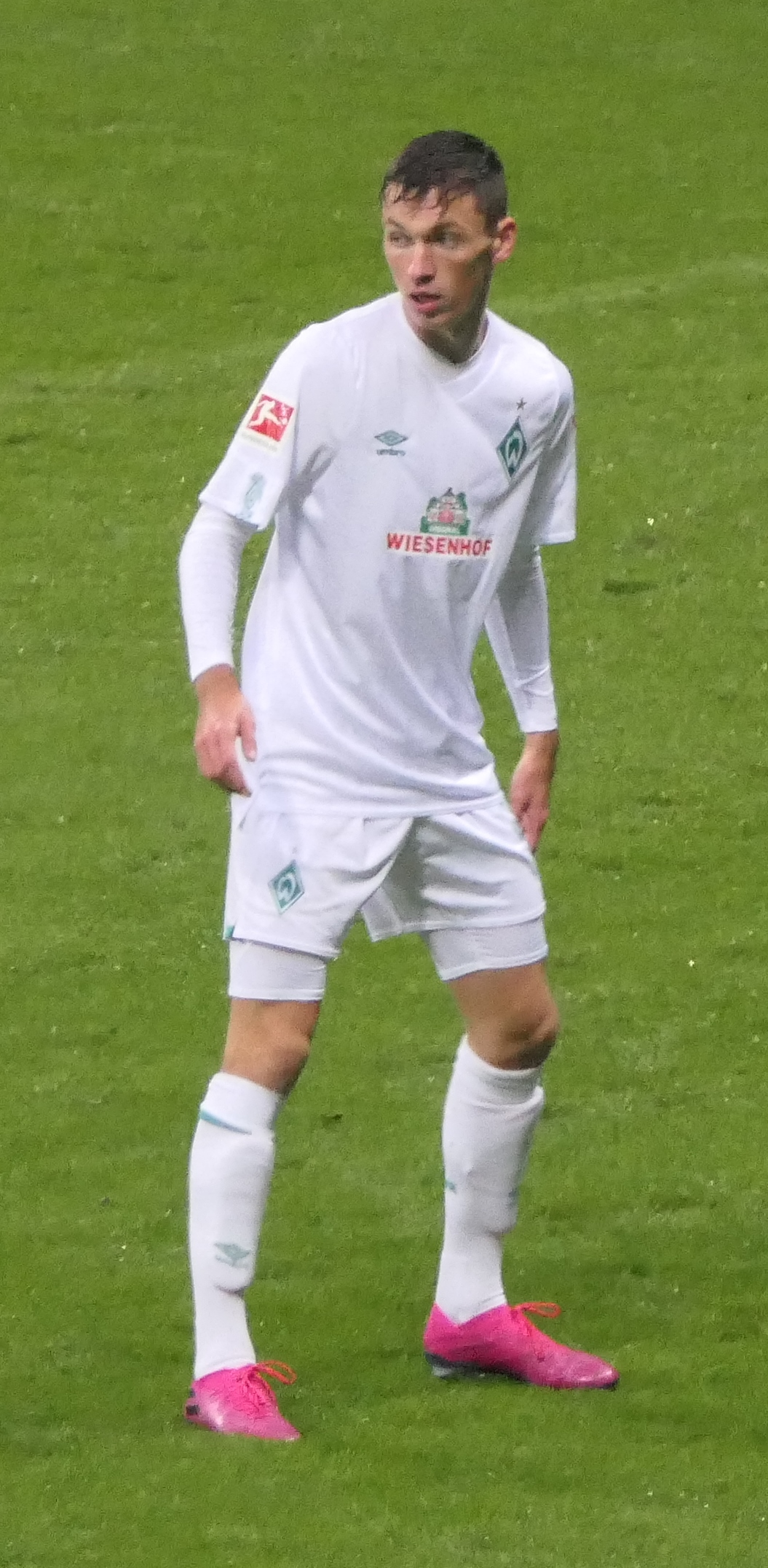
Benjamin Goller (* 1999)

- Goller, Bruno (1901–1998), deutscher Maler
- Göller, Carl (1801–1887), deutscher Orgelbauer
- Goller, Christian (1943–2017), deutscher Kunstmaler
- Göller, Emil (1874–1933), deutscher Kirchenhistoriker
- Goller, Erwin (1864–1918), deutscher Unternehmer und Politiker (FVp), MdR
- Goller, Fritz (1914–1986), deutscher Komponist
- Göller, Gottlieb (1935–2004), deutscher Fußballspieler und -trainer
- Goller, Günther (1928–2017), österreichischer Politiker (ÖVP)
- Goller, Hans (* 1942), italienischer Philosoph und Jesuit
- Goller, Hedwig (1920–2015), deutsche Malerin, Grafikerin und Kunsterzieherin
- Göller, Joachim (1928–2015), deutscher Ingenieur, Wissenschaftler und Hochschullehrer
- Goller, Josef (1868–1947), deutscher Glasmaler und Grafiker
- Göller, Karl Heinz (1924–2009), deutscher Anglist und Hochschullehrer
- Göller, Karl-Heinz (1927–2018), deutscher Politiker (CDU), Landrat des Kreises Coesfeld
- Goller, Kurt (1910–1990), deutscher Jurist, Präsident des Oberlandesgericht Karlsruhe
- Goller, Manuela (* 1971), deutsche Fußballtorhüterin
- Goller, Markus (* 1969), deutscher Filmregisseur und Filmeditor
- Goller, Martin (1764–1836), österreichischer Benediktinerpater, Komponist und Kompositionslehrer
- Goller, Max (* 2000), deutscher Skispringer
- Goller, Mia (* 1978), deutsche Politikerin (Bündnis 90/Die Grünen), MdL
- Goller, Michael (* 1974), deutscher Maler, Zeichner und Autor
- Goller, Peter (* 1961), österreichischer Historiker und Archivar
- Göller, Richard R. (* 1946), österreichischer Wissenschaftler
- Goller, Ruth, italienische Fusionmusikerin (Bass, Komposition)
- Goller, Sara (* 1984), deutsche BeachvolleyballspielerinSara Goller (* 1984)

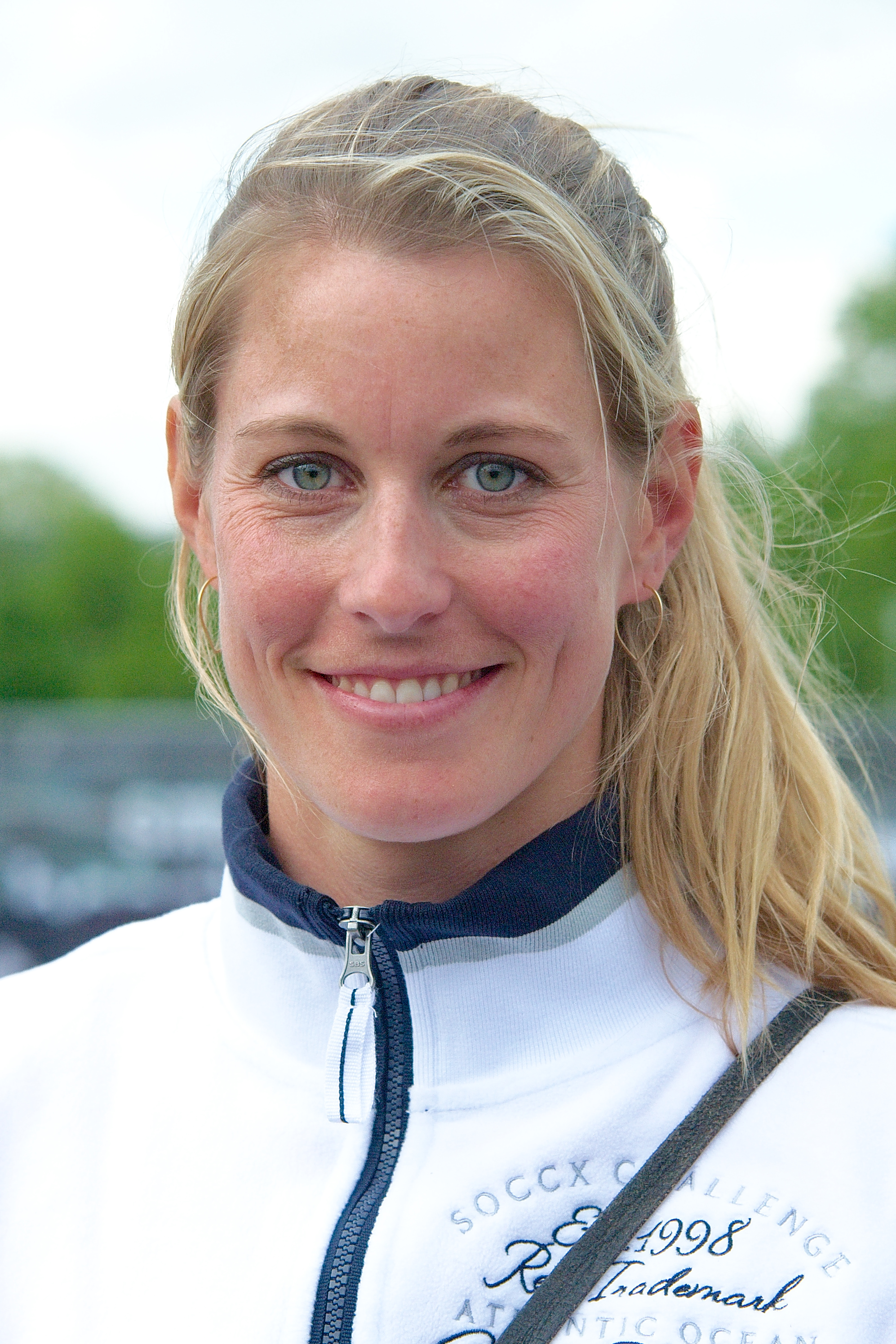
Sara Goller (* 1984)

- Goller, Thomas (* 1977), deutscher Leichtathlet
- Goller, Vinzenz (1873–1953), Komponist und Kirchenmusiker
- Göllerich, August (1819–1883), österreichischer Politiker, Abgeordneter zum Abgeordnetenhaus
- Göllerich, August (1859–1923), österreichischer Pianist, Dirigent und Musikschriftsteller
- Gollert, Friedrich (1904–1960), deutscher Jurist in der Verwaltung des Distrikts Warschau des Generalgouvernements
- Gollert, Klaus (* 1938), deutscher Arzt und Politiker (FDP) und Landesminister von Mecklenburg-Vorpommern
- Gollert, Werner (1900–1961), deutscher Architekt und Stadtplaner, Stadtbaurat in Hannover
- Gölles, Alois (* 1960), österreichischer Unternehmer
- Gölles, Julian (* 1999), österreichischer Fußballspieler
- Gölles, Stefan (* 1991), österreichischer Fußballspieler
- Golletz, Markus (* 1966), deutscher Journalist und Autor
- Golley, Julian (* 1971), britischer Dreispringer
- Golley, Timm (* 1991), deutscher Fußballspieler

### Gollh
- Gollhardt, Benedikt (* 1966), deutscher Drehbuchautor
- Gollhofer, Albert (* 1954), deutscher Sportwissenschaftler

### Golli
- Golliard, Théo (* 2002), Schweizer Fussballspieler
- Golliker, Joshua (* 2004), britischer Radsportler
- Gollin, Annegret (* 1956), deutsche Schriftstellerin
- Gollin, Fabrizio (* 1975), italienischer Autorennfahrer
- Gollin, Myrtille (* 1984), französische Shorttrackerin
- Golling, Alexander (1905–1989), deutscher Schauspieler
- Golling, Claudia (* 1950), deutsche Schauspielerin
- Golling, Friedrich (1883–1974), österreichischer Fechter
- Golling, Josef (1848–1916), österreichischer Lehrer und Altphilologe
- Gollinger, Hildegard (* 1941), deutsche römisch-katholischer Theologin
- Gollinger, Norbert (* 1956), österreichischer Rundfunkmanager und Journalist
- Gollini, Alfredo (1881–1957), italienischer Turner
- Gollini, Herbert (1928–2017), österreichischer Orgelbauer
- Gollini, Pierluigi (* 1995), italienischer Fußballtorhüter

### Gollm
- Gollmann, Elfriede (1914–2007), österreichische Theaterschauspielerin
- Gollmann, Rosi (* 1927), deutsche Gründerin der Andheri-Hilfe Bonn und der Rosi-Gollmann-Andheri-StiftungRosi Gollmann (* 1927)

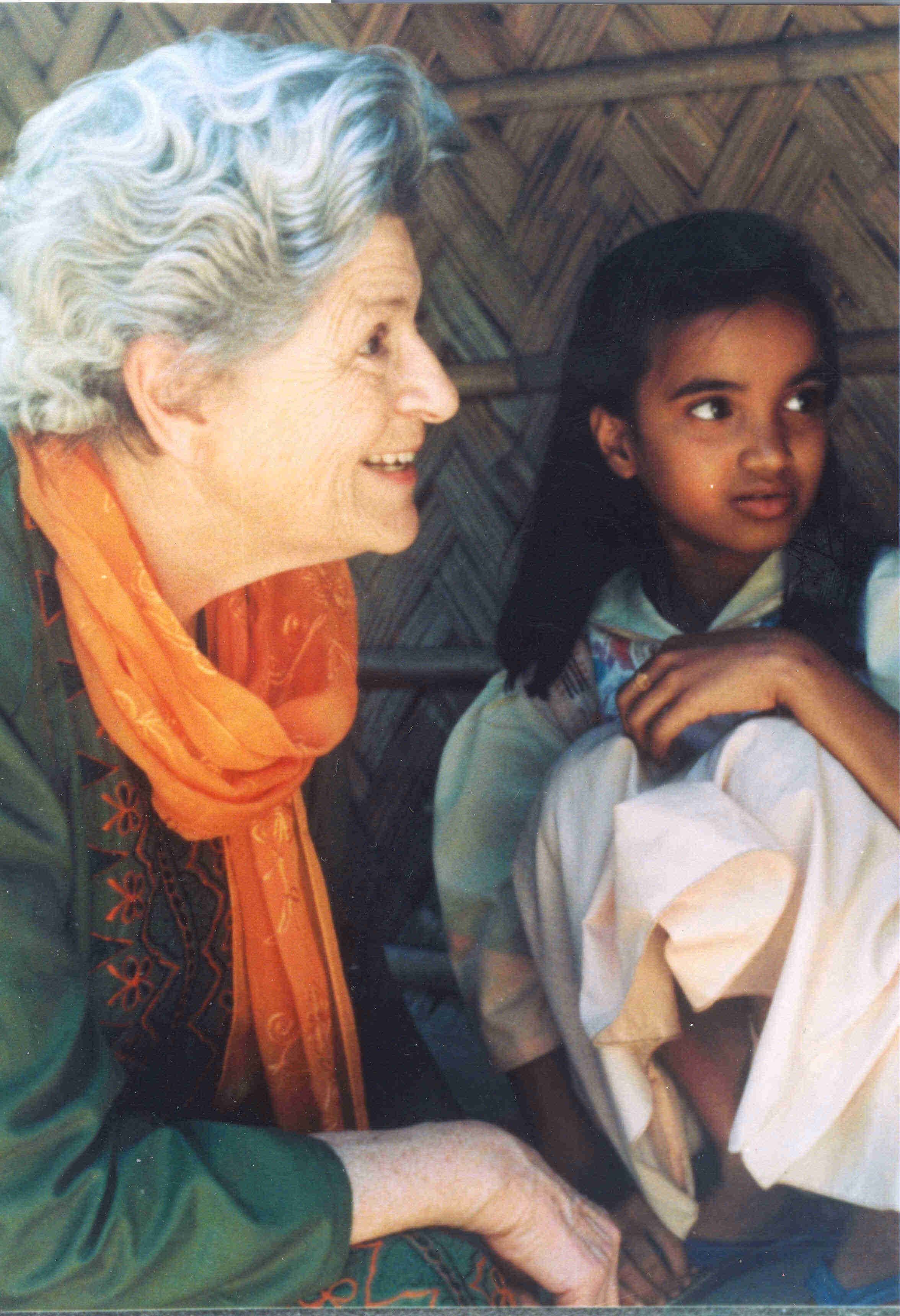
Rosi Gollmann (* 1927)

- Gollmayr, Andreas (1797–1883), österreichischer Politiker, katholischer Geistlicher und Theologe
- Gollmer, Ella-Maria (* 1994), deutsche Schauspielerin
- Gollmer, Ulrich (* 1949), deutscher Autor, Übersetzer und Herausgeber
- Gollmick, Carl (1796–1866), deutscher Musikkritiker und Komponist
- Gollmick, Friedrich Karl (1774–1852), deutscher Opernsänger (Tenor)
- Gollmitzer, Jolyne (* 1982), deutsche Moderatorin und Journalistin
- Gollmitzer, Ralf (1965–2011), deutscher Musiker, Sänger, Komponist, Textdichter und Arrangeur
- Gollmitzer, Stefan (* 1977), deutscher Schlagzeuger und Schlagzeuglehrer

### Golln
- Gollnack, Simon (* 2002), deutsch-belarussischer Fußballspieler
- Gollner, Amadeus (* 1966), deutscher Theaterschauspieler und Regisseur
- Göllner, Carl (1911–1995), rumänischer Historiker und Mitarbeiter des rumänischen Geheimdienstes Securitate
- Göllner, Emil (* 1859), deutscher Gutsbesitzer und Politiker (FVp), MdR
- Göllner, Günther (* 1941), deutscher Skispringer
- Gollner, Hermann (1830–1906), deutscher Emailmaler, Porzellanmaler, Maler und Hochschullehrer
- Göllner, Hermann (* 1943), österreichischer Skirennläufer und Freestyle-Skisportler
- Göllner, Lena (* 1995), deutsche Fußballspielerin
- Gollner, Manfred (* 1990), österreichischer Fußballspieler
- Göllner, Marco (* 1971), deutscher Hörspielregisseur, Hörspielproduzent, Autor, Sprecher und Musiker
- Göllner, Marie-Louise (1932–2022), US-amerikanisch-deutsche Musikwissenschaftlerin
- Göllner, Markus, deutscher Skispringer
- Gollner, Monika (* 1974), österreichische Hochspringerin
- Göllner, Reinhard (* 1945), deutscher römisch-katholischer Theologe
- Göllner, Stefan (* 1971), deutscher Basketballspieler
- Göllner, Theodor (1929–2022), deutscher Musikwissenschaftler und Hochschullehrer
- Göllner, Uwe (* 1945), deutscher Politiker (SPD), MdB
- Gollnhofer, Johanna (* 1987), deutsche Wirtschaftswissenschaftlerin
- Gollnhuber, Otto (1924–1963), österreichischer Fußballspieler
- Gollnick, Hans (1892–1970), deutscher Offizier, zuletzt General der Infanterie im Zweiten Weltkrieg
- Gollnick, Harald (* 1948), deutscher Dermatologe und Venerologe
- Gollnick, Heather (* 1970), US-amerikanische Triathletin
- Gollnick, Jonny (* 1933), deutscher Politiker (SPD)
- Gollnick, Kurt (* 1889), deutscher Jurist
- Gollnisch, Bruno (* 1950), französischer Politiker (FN), Mitglied der Nationalversammlung, MdEPBruno Gollnisch (* 1950)

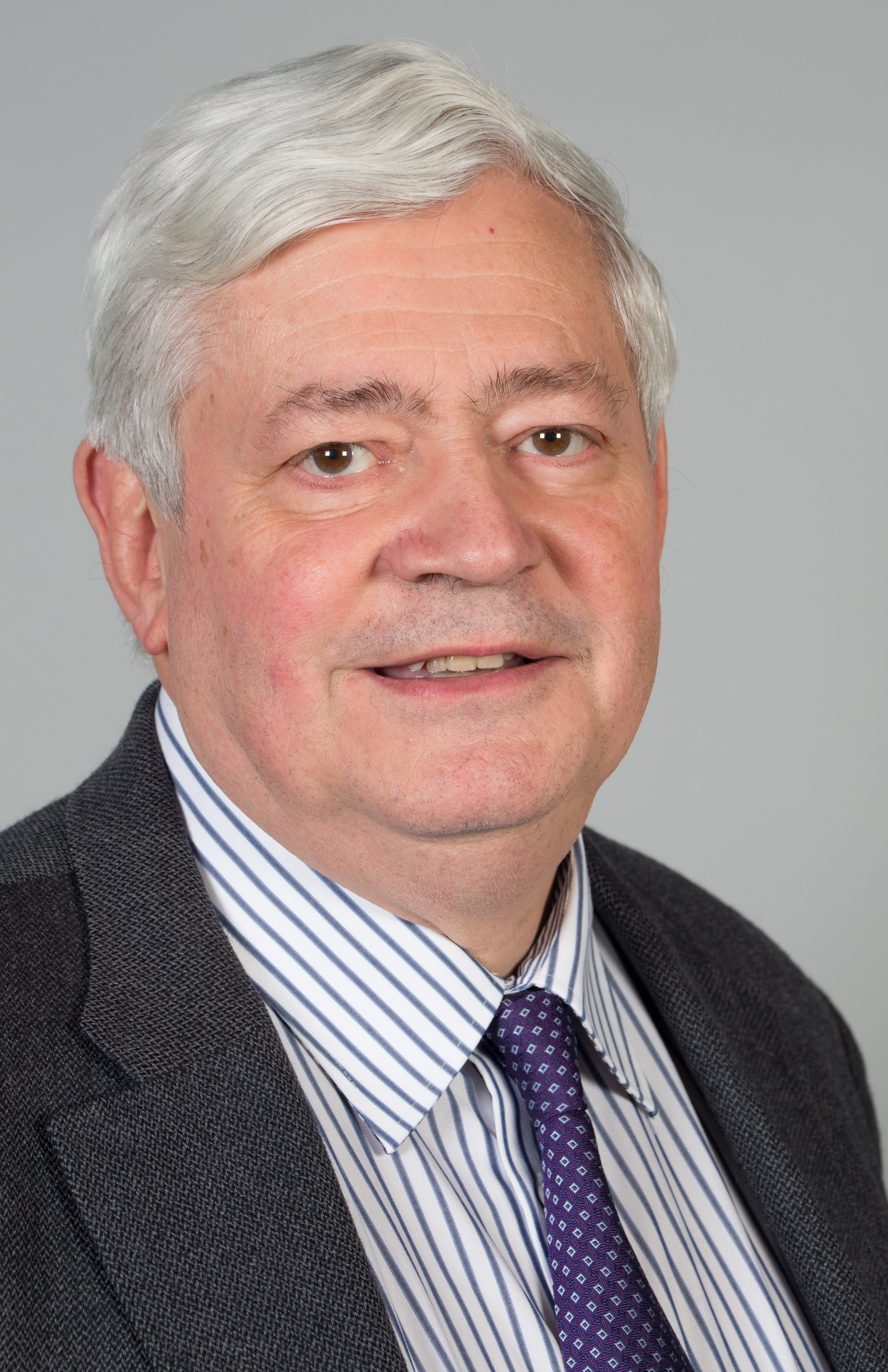
Bruno Gollnisch (* 1950)

- Göllnitz, Abraham, deutscher Reiseschriftsteller und Geograph
- Göllnitz, Erich (1893–1966), deutscher Mathematiker
- Göllnitz, Gerhard (1920–2003), deutscher Psychiater und Neurologe
- Göllnitz, Heinz (1935–2014), deutscher Mathematiker
- Göllnitz, Martin (* 1982), deutscher Historiker
- Gollnow, David (* 1989), deutscher Leichtathlet
- Gollnow, Gerhard (* 1936), deutscher Fußballspieler
- Gollnow, Herbert (1911–1943), deutscher Offizier und Widerstandskämpfer
- Gollnow, Johannes (* 1878), deutscher Politiker (DVP)

### Gollo
- Gollob, Christian (* 1968), österreichischer Bildhauer
- Gollob, Gordon (1912–1987), österreichischer Luftwaffenoffizier und JagdfliegerGordon Gollob (1912–1987)

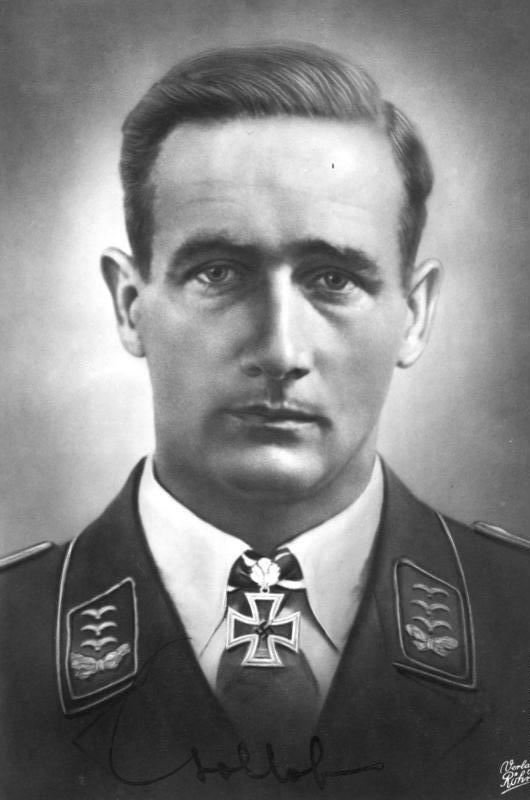
Gordon Gollob (1912–1987)

- Gollob, Hedwig (1895–1983), österreichische Kunsthistorikerin und Bibliothekarin
- Gollob, Tomasz (* 1971), polnischer Speedway-Fahrer
- Gollomb, Eugen (1917–1988), deutscher Vorsitzender der Israelitischen Religionsgemeinde Leipzig
- Gollong, Christian (1901–1988), deutscher Schauspieler
- Gollop, Julian (* 1965), britischer Spieleentwickler
- Göllors, Hugo (1919–1977), schwedischer Stabhochspringer
- Gollos, Günter (* 1942), deutscher Sprinter und Weitspringer
- Gollová, Nataša (1912–1988), tschechische Schauspielerin
- Gollowin, Amalie von (1764–1831), Wohltäterin und Priorin des Klosters Uetersen
- Gollowitz, Dominicus (1761–1809), deutscher Theologe, Benediktiner

### Gollr
- Gollrad, Karl Josef (1866–1940), deutscher Kunstmaler

### Golls
- Gollshewsky, Taryn (* 1993), australische Diskuswerferin

### Gollu
- Gollub, Jerry (1944–2019), US-amerikanischer Physiker
- Golluch, Norbert (* 1949), deutscher Autor

### Gollw
- Gollwitzer, Albert (1876–1964), deutscher Maschinenbauingenieur und Eisenbahnbeamter
- Gollwitzer, Friedrich (1889–1977), deutscher General der InfanterieFriedrich Gollwitzer (1889–1977)

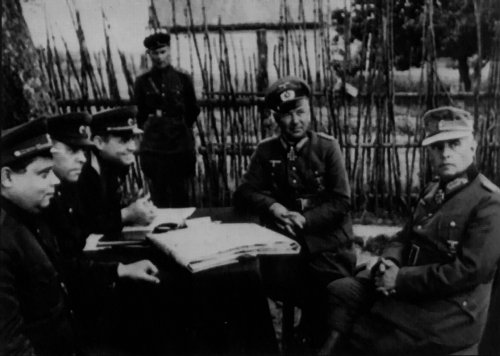
Friedrich Gollwitzer (1889–1977)

- Gollwitzer, Georg († 1941), deutscher Politiker (DVP)
- Gollwitzer, Gerda (1907–1996), deutsche Landschaftsarchitektin
- Gollwitzer, Gerhard (1906–1973), deutscher Kunstpädagoge, Künstler und Schriftsteller
- Gollwitzer, Hans (1896–1979), deutscher evangelischer Pfarrer und Kommunalpolitiker
- Gollwitzer, Heinz (1917–1999), deutscher Historiker
- Gollwitzer, Helmut (1908–1993), evangelischer Theologe und Schriftsteller
- Gollwitzer, Karl Albert (1839–1917), deutscher Architekt, Bauunternehmer und Bauingenieur der Gründerzeit
- Gollwitzer, Mario (* 1973), deutscher Psychologe
- Gollwitzer, Peter M. (* 1950), deutscher Motivationspsychologe
- Gollwitzer-Meier, Klotilde (1894–1954), deutsche Ärztin und Physiologin

### Golly
- Golly (* 1952), deutscher Musiker, Komponist, Musikproduzent, Veranstalter und Autor